# Croton dinghuensis
Espèce
Classification APG II (2003)
Croton dinghuensis  est une espèce de plantes à fleurs du genre Croton et de la famille des Euphorbiaceae, présente en Chine (Guangdong).